# Tân Nguyên sử
| Nhị thập tứ sử | Nhị thập tứ sử | Nhị thập tứ sử              | Nhị thập tứ sử |
| -------------- | -------------- | --------------------------- | -------------- |
| STT            | Tên sách       | Tác giả                     | Số quyển       |
| 1              | Sử ký          | Tư Mã Thiên                 | 130            |
| 2              | Hán thư        | Ban Cố                      | 100            |
| 3              | Hậu Hán thư    | Phạm Diệp                   | 120            |
| 4              | Tam quốc chí   | Trần Thọ                    | 65             |
| 5              | Tấn thư        | Phòng Huyền Linh (chủ biên) | 130            |
| 6              | Tống thư       | Thẩm Ước                    | 100            |
| 7              | Nam Tề thư     | Tiêu Tử Hiển                | 59             |
| 8              | Lương thư      | Diêu Tư Liêm                | 56             |
| 9              | Trần thư       | Diêu Tư Liêm                | 36             |
| 10             | Ngụy thư       | Ngụy Thâu                   | 114            |
| 11             | Bắc Tề thư     | Lý Bách Dược                | 50             |
| 12             | Chu thư        | Lệnh Hồ Đức Phân (chủ biên) | 50             |
| 13             | Tùy thư        | Ngụy Trưng (chủ biên)       | 85             |
| 14             | Nam sử         | Lý Diên Thọ                 | 80             |
| 15             | Bắc sử         | Lý Diên Thọ                 | 100            |
| 16             | Cựu Đường thư  | Lưu Hú (chủ biên)           | 200            |
| 17             | Tân Đường thư  | Âu Dương Tu, Tống Kỳ        | 225            |
| 18             | Cựu Ngũ Đại sử | Tiết Cư Chính (chủ biên)    | 150            |
| 19             | Tân Ngũ Đại sử | Âu Dương Tu (chủ biên)      | 74             |
| 20             | Tống sử        | Thoát Thoát (chủ biên)      | 496            |
| 21             | Liêu sử        | Thoát Thoát (chủ biên)      | 116            |
| 22             | Kim sử         | Thoát Thoát (chủ biên)      | 135            |
| 23             | Nguyên sử      | Tống Liêm (chủ biên)        | 210            |
| 24             | Minh sử        | Trương Đình Ngọc (chủ biên) | 332            |
| -              | Tân Nguyên sử  | Kha Thiệu Mân (chủ biên)    | 257            |
| -              | Thanh sử cảo   | Triệu Nhĩ Tốn (chủ biên)    | 529            |

Tân Nguyên sử (chữ Hán: 新元史) là một sách lịch sử theo thể kỷ truyện trong 24 sách lịch sử Trung Quốc (Nhị thập tứ sử) do Kha Thiệu Mân (1850 – 1933, một thành viên của nhóm biên soạn Thanh sử cảo) cuối thời Thanh đầu thời Dân Quốc viết và biên soạn, tới năm 1919 thì hoàn thành, bộ Tân Nguyên sử này ra đời nhằm sửa chữa những sai sót từ bộ Nguyên sử cũ, đến năm 1921 bộ sách được Tổng thống Trung Hoa Dân Quốc Từ Thế Xương công nhận là chính sử, đổi Nhị thập tứ sử thành Nhị thập ngũ sử.
Tổng cộng có 257 quyển, bao gồm Bản kỷ 26 quyển, Liệt truyện 154 quyển, Biểu 7 quyển, Chí 70 quyển, sách ghi chép lịch sử hưng thịnh và suy vong của nhà Nguyên, bắt đầu từ Thành Cát Tư Hãn Thiết Mộc Chân tới Nguyên Thuận Đế Thỏa Hoàn Thiết Mộc Nhi của nhà Nguyên trong lịch sử Trung Quốc và lịch sử Mông Cổ.

## Đóng góp trong việc nghiên cứu lịch sử Việt Nam
Quyển 251 Liệt truyện thứ 148 Ngoại quốc thứ 3 ghi về An Nam. Liệt truyện ghi nhận nước ta tự chủ từ thời Hậu Lương Trinh Minh (khoảng năm 915–921), khi thổ hào Khúc Thừa Mỹ chiếm giữ. Liệt truyện liệt kê các sự kiện Dương Diên Nghệ, Ngô Xương Cập chiếm giữ đất giành độc lập. Sự kiện nhà Tống năm 974 phong tước Giao Chỉ quận vương cho Đinh Tiên Hoàng được Liệt truyện cho là dấu mốc mà Trung Quốc từ bỏ Việt Nam ra khỏi nội vực của Trung Quốc. Nội dung Liệt truyện tập trung vào giai đoạn đầu nhà Trần và các cuộc kháng chiến chống quân Nguyên Mông của nước ta. Liệt truyện kết thúc năm 1340 thời vua Trần Hiến Tông. Phần cuối Liệt truyện cũng ghi sơ lược về hành chính và văn hóa nước ta.